# 轆牛嶺
轆牛嶺(英文:Luk Ngau Leng)是香港的一座山峰，位處大帽山以西，甲龍以南，下花山以北，高海拔503米。由於山路有大量荒草，甚至部份山路被密林遮蓋，因此只能看見錦田一帶